# Gabriel Moreno
José Gabriel Moreno Carrillo, más conocido por Gabriel Moreno (Linares, 12 de abril de 1941-Madrid, 10 de marzo de 2019), fue un cantaor flamenco español de origen gitano. 

## Biografía
Descendiente de una familia de gitanos herreros, como él mismo identificaba a sus cantes y voz. Su padre era herrero, natural de La Carolina, y su madre, Carlota Carrillo Fernández, de Linares, en cuya calle de Guillén nació José Gabriel.
Comenzó a cantar desde muy pequeño, siendo ya profesional a los doce años. A partir de entonces empezó a vivir una intensa actividad artística, en escenarios de teatros, peñas flamencas, festivales y grandes recitales flamencos. Realizó infinidad de viajes por España y parte del extranjero.
Su carrera artística comenzó en Málaga, adonde su familia se había trasladado. Allí empezó a ser conocido como uno de los grandes artistas del flamenco. Su escuela pertenece a la casa de los Pavones, su cante se inspira en la Niña de los Peines. Todavía era muy joven cuando estuvo trabajando en Norteamérica, donde conoció al maestro de la guitarra Agustín Castellón, Sabicas, quien le asesoró y ayudó en muchas formas de cantes. A su vuelta de Norteamérica se presentó al II Concurso Nacional de Arte Flamenco de Córdoba en el que obtuvo un gran éxito, consiguiendo el Premio de Honor por seguiriyas y tonás. En Madrid, se incorporó a los tablaos de más solera y éxito. Junto a la bailaora Lucero Tena y al guitarrista Víctor Monge Serranito, formó un trío de gran repercusión, siendo los primeros artistas que actuaron en la Unión Soviética durante la dictadura franquista. 
Realizó una buena serie de grabaciones discográficas, donde en la mayoría le acompañan Félix de Utrera y Serranito. Editó también un álbum homenaje a la Niña de los Peines y a Tomás Pavón, escuela que admiró y a la que se dedicó como una de sus preferencias, interpretando un gran repertorio de aquellos maestros. 
Gabriel Moreno está considerado un cantaor completo y, además, un gran tarantero. Tenía una voz brillante, limpia y a la vez dolorida. Supo conjugar originalidad interpretativa con fidelidad a modelos clásicos, consiguiendo así unos cantes que, respetando rigurosamente los cánones más ortodoxos, sonaban nuevos, distintos, suyos.
Gabriel Moreno grabó, además, tarantas antológicas con las que consiguió transmitir un patetismo contenido que de pronto estalla en ayes quejumbrosos. Son los pellizcos que el linarense supo darle a sus cantes. Murió el 10 de marzo de 2019 a los 77 años de edad.

## __LEAD_SECTION__
Gabriel José Moreno (nacido el 14 de febrero de 2000) es un receptor de béisbol profesional venezolano de los Diamondbacks de Arizona de la Major League Baseball (MLB). Hizo su debut en la MLB con los Toronto Blue Jays en 2022 antes de ser transferido a los Diamondbacks durante la temporada baja 2022-23. En su primera temporada con Arizona, Moreno ganó un Guante de Oro y ayudó a conseguir el primer banderín de la Liga Nacional del equipo desde 2001.